# Santo Tomé
Santo Tomé è un comune spagnolo di 2 304 abitanti situato nella comunità autonoma dell'Andalusia.

## Geografia fisica
Il comune è attraversato dal Guadalquivir.